# Daptus
Daptus es un  género de coleópteros adéfagos de la familia Carabidae.

## Especies
Comprende las siguientes especies:
- Daptus acutus Reitter, 1893
- Daptus afghanistanus Jedlicka, 1965
- Daptus komarowi Semenov, 1889
- Daptus pictus Fischer von Waldheim, 1823
- Daptus vittatus Fischer von Waldheim, 1823